# Baba Fumika
Baba Fumika (tiếng Nhật: 馬場 ふみか, sinh ngày 21 tháng 6 năm 1995) là một nữ diễn viên kiêm người mẫu người Nhật Bản. Cô hiện đang là thành viên đại diện cho công ty Name Management.

## Tiểu sử
Tài năng của cô được phát hiện khi cô còn học trung học, và cô bắt đầu làm người mẫu cho các tờ báo địa phương. Bộ phim truyền hình đầu tiên cô tham gia là Kamen Rider Drive. Trong khi đó, bộ phim đầu tiên cô tham gia là Puzzle vào năm 2014.

## Các bộ phim tham gia

### Phim truyền hình
| Năm  | Tiêu đề           | Vai diễn              | Kênh chiếu | Ghi chú |
| ---- | ----------------- | --------------------- | ---------- | ------- |
| 2014 | Kamen Rider Drive | Medic / Misuzu Hatori | Asahi TV   |         |

### Phim
| Năm  | Tiêu đề                                                          | Vai diễn | Ghi chú  |
| ---- | ---------------------------------------------------------------- | -------- | -------- |
| 2014 | Puzzle                                                           |          | Khởi đầu |
| 2015 | Kamen Rider Drive: Surprise Future                               | Medic    |          |
| 2015 | Kamen Rider × Kamen Rider Ghost & Drive: Super Movie War Genesis | Medic    |          |